# کروماتید

اجزای هر کرموزوم مضاعف‌شده برای تقسیم: (۱)کروماتید (۲)سانترومر (۳)بازوی کوتاه کروماتید (۴)بازوی بلند کروماتید

هر کروماتید یا فامینک (به انگلیسی: Chromatid) یکی از دو نسخهٔ همسان دی‌ان‌ای است که یک کروموزوم مضاعف‌شده را به هنگام تقسیم (میتوز یا میوز) تشکیل می‌دهد. دو کروماتید هر کروموزوم را نسبت به همدیگر کروماتیدهای خواهری می‌نامند. کروماتیدهای خواهری در محلی به نام سانترومر به یک‌دیگر پیوند خورده اند و هنگامی که از یکدیگر جدا می‌شوند(در طی مرحله انافاز میتوز و مرحله انافاز2 از فرایند میوز) هر رشته با نام کروموزوم خواهری شناخته می‌شود.
به بیان دیگر یک کروماتید «یک رشته از دو کپی مشابه یک کروموزوم» است. نسخه‌های کپی شده ممکن است به دلیل وجود جهش دارای تفاوت‌هایی جزئی نیز باشند. به بیان ساده یک کروماتید یک کروموزوم کپی شده‌است که با یک کروموزوم یکسان  در محل سانترومر جفت شده‌است. باید توجه داشته باشیم که این مفهوم نباید با مفهوم پلوئیدی که به معنای نسخه‌های کروموزوم‌های همتا است، اشتباه شود.البته کروماتین ها با سانترومر متصل شده و ۴کروماتید خواهری می سازند

## دیاد
یک پیوند دو ظرفیتی یک جفت از کروماتیدهای خواهر است. این حالت در مرحله پیش فاز از میوز اتفاق می افتد. پس از همانندسازی دو کروماتید خواهر کنار یکدیگر قرار می‌گیرند و به نظر می رسد که داری سانترومر به پیوسته اند بر خلاف حالت میتوز که این‌طور به نظر می رسد که هر کروماتید دارای سانترومر مجزائی می‌باشد.